# José Murillo Aldana
José Carmelo Murillo Aldana (1964) es un pteridólogo, y botánico colombiano. Desarrolló su carrera en Biología en la Universidad Nacional de Colombia y su doctorado en la Universidad de Concepción. Es profesor en la Universidad Nacional de Colombia.

## Algunas publicaciones

### Libros
- josé Murillo a. 2011. Filogenia molecular y análisis biogeográfico del género Myrceugenia (Myrtaceae). Tesis de Doct. Univ. de Concepción, Concepción. 177 pp.
- -----------------------, eduardo Ruiz. 2011. Revalidación de Nothomyrcia (Myrtaceae), un género endémico del Archipiélago de Juan Fernández. Gayana Bot. 68(2): 129-134
- maría t. Murillo-pulido, p. Murillo aldana, josé; Andrea león-Parra; Triana-Moreno, Luz Amparo. 2008. Los pteridófitos de Colombia. Nº 18 de Biblioteca José J. Triana. Editor Instituto de C. Naturales-Facultad de Ciencias, Univ. Nacional de Colombia, 533 pp. ISBN 9587019962
- Triana-Moreno, Luz Amparo, josé Murillo a.. 2005. Helechos y plantas afines de Albán (Cundinamarca): el bosque subandino y su diversidad. Colombia diversa por naturaleza. Contribución IAvH. Ed. Instituto de Investigación de Recursos Biológicos Alexander von Humboldt, 162 pp. ISBN 958815152X
- josé Murillo a., diego Restrepo 2000. Las Anonáceas de la región de Araracuara. Vol. 20 de Estudios en la Amazonia Colombiana. Ed. Tropenbos Colombia, 218 pp. ISBN 9589365116
- -----------------------, pilar Franco rosselli. 1995. Las euforbiáceas de la región de Araracuara. Vol. 9 de Estudios en la Amazonia colombiana. 191 pp. ISBN 9589537871